# Ізворово (Тирговиштська область)
І́зворово (болг. Изворово) — село в Тирговиштській області Болгарії. Входить до складу общини Антоново.

## Населення
За даними перепису населення 2011 року у селі проживали 409 осіб.
Національний склад населення села:
| Національність   | Кількість осіб | Відсоток |
| ---------------- | -------------- | -------- |
| цигани           | 268            | 69,4%    |
| болгари          | 108            | 28,0%    |
| турки            | 9              | 2,3%     |
| Всього відповіли | 386            |          |

Розподіл населення за віком у 2011 році:
Динаміка населення: